# Otávio Fantoni
Otávio Fantoni (Belo Horizonte, Brasil, 4 de abril de 1907-Roma, Italia, 8 de febrero de 1935), conocido en Brasil como Nininho y en Italia como Octavio Fantoni o Fantoni II, fue un futbolista italobrasileño. Se desempeñaba como centrocampista.

## Carrera
Fantoni nació en una familia de futbolistas del Cruzeiro, sus primos, los hermanos João (Ninão), Leonízio (Niginho) y Orlando Fantoni (Titio), también jugaron en el Cruzeiro, llamado Palestra Itália desde su fundación en 1921 hasta el cambio por el nombre actual en 1942. Los cuatro comenzaron sus carreras en lo que entonces era Palestra Itália en Minas Gerais y todos jugarían para la Lazio, donde se hicieron conocidos como una dinastía: Ninão era Fantoni I, él era Fantoni II, Niginho era Fantoni III y Orlando, Fantoni IV. De ellos, sólo no jugó junto a Orlando, quien sólo comenzó su carrera después de la muerte de Nininho.
Llegaron a Italia en 1930, junto a Ninão, y al año siguiente a ambos se les uniría Niginho. En la Lazio, sus dos primos jugaban en ataque y él en el centro del campo. De los Fantoni, sólo Nininho jugó para la selección italiana, con los azzurri sólo disputaron un partido, una victoria por 4-0 en Milán sobre Grecia, que abandonó la competición. Nininho o Fantoni II jugaron en ese partido junto a Filó (o "Guarisi", para los italianos), y otros dos sudamericanos, los argentinos Enrique Guaita y Luis Monti. Pese a ello, acabó no siendo incluido entre los convocados por el técnico Víctor Pozzo para disputar el Mundial.

## Fallecimiento
Recibió un golpe en la nariz el 20 de enero de 1935, en un partido contra el Torino, la herida aparentemente no era grave, pero no fue tratada y evolucionó hacia una infección, sufrió una septicemia y después de varios días de sufrimiento, murió prematuramente el 8 de febrero a la edad de 27 años. Dejó dos niñas huérfanas. Poco después, sus primos Ninão y Niginho abandonarían la Lazio, huyendo del llamado a filas por el ejército italiano para luchar en la invasión de Abisinia.
Nininho descansa en el Cementerio comunal monumental Campo Verano en Roma. 

## Selección nacional
Gracias a su ascendencia toscana, obtuvo la ciudadanía italiana y fue convocado por la Squadra Azzurra para disputar un partido de clasificación para la Copa del Mundo de 1934 contra Grecia el 25 de marzo de 1934.

## Clubes
| Club               | País   | Año       |
| ------------------ | ------ | --------- |
| Palestra Itália-MG | Brasil | 1929-1930 |
| Lazio              | Italia | 1930-1935 |

## Palmarés

### Campeonatos regionales
| Título             | Club               | País   | Año  |
| ------------------ | ------------------ | ------ | ---- |
| Campeonato Mineiro | Palestra Itália-MG | Brasil | 1929 |
| Campeonato Mineiro | Palestra Itália-MG | Brasil | 1930 |